# Торріхос
Торріхос (ісп. Torrijos) — муніципалітет в Іспанії, у складі автономної спільноти Кастилія-Ла-Манча, у провінції Толедо. Населення — 13 374 особи (2010).
Муніципалітет розташований на відстані близько 70 км на південний захід від Мадрида, 25 км на північний захід від Толедо.

## Демографія
Динаміка населення (INE ):

## Галерея зображень

Розташування муніципалітету у провінції Толедо